# Karabînivka, Nosivka
Karabînivka (în ucraineană Карабинівка) este un sat în comuna Stepovi Hutorî din raionul Nosivka, regiunea Cernihiv, Ucraina.

## Demografie
Componența lingvistică a localității Karabînivka
     Ucraineană (99,35%)
     Alte limbi (0,65%)
Conform recensământului din 2001, majoritatea populației localității Karabînivka era vorbitoare de ucraineană (99,35%), existând în minoritate și vorbitori de alte limbi.